# Hannu Siitonen
Hannu Juhani Siitonen (ur. 18 marca 1949 w Parikkali) – fiński lekkoatleta, oszczepnik.
Na igrzyskach olimpijskich w Montrealu  (1976) zdobył srebrny medal. Cztery lata wcześniej, w Monachium, olimpijski konkurs zakończył na 4. miejscu. W 1974 został mistrzem Europy. Pięciokrotnie był mistrzem Finlandii (1970–1974). Rekord życiowy: 93,90 m (6 czerwca 1973 Helsinki).